# Чарльз Бенедикт Калверт
Чарльз Бенедикт Калверт (англ. Charles Benedict Calvert; нар. 23 серпня 1808 — пом. 12 травня 1864) — американський політик та меценат. У 1861—1863 роках був представником шостого виборчого округу в штаті Меріленд у Палаті представників США. У 1856 році він заснував перший в Америці сільськогосподарський науково-дослідний коледж, нині відомий як університет штату Меріленд. Був президентом Американського помологічного товариства. Він був одним з тих, хто фінансував винахід телеграфу Семюеля Морзе та Альфред Вейла.

## Життєпис
Чарльз Бенедикт Калверт народився 23 серпня 1808 року в маєтку своєї родини Ріверсдейл у Рівердейл-Парк, штат Меріленд. Він був онуком Чарльза Кальверта, 5-го барона Балтімору, 17-го колоніального губернатора штату Меріленд у 1631-1776 роках.
Закінчив Вірджинський університет в 1827 році.

## Світлини

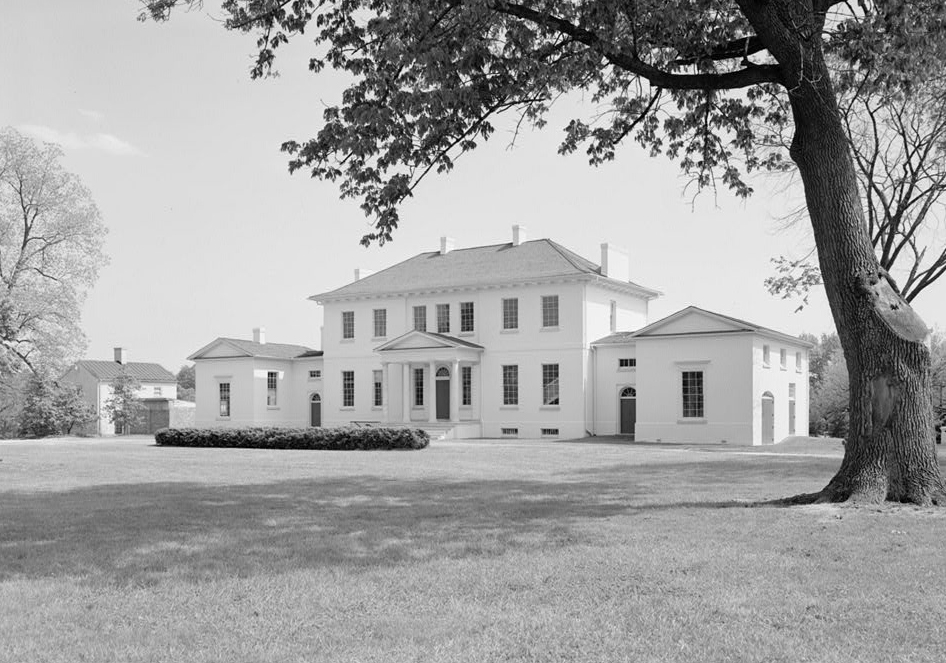
Родинний маєток Ріверсдейл
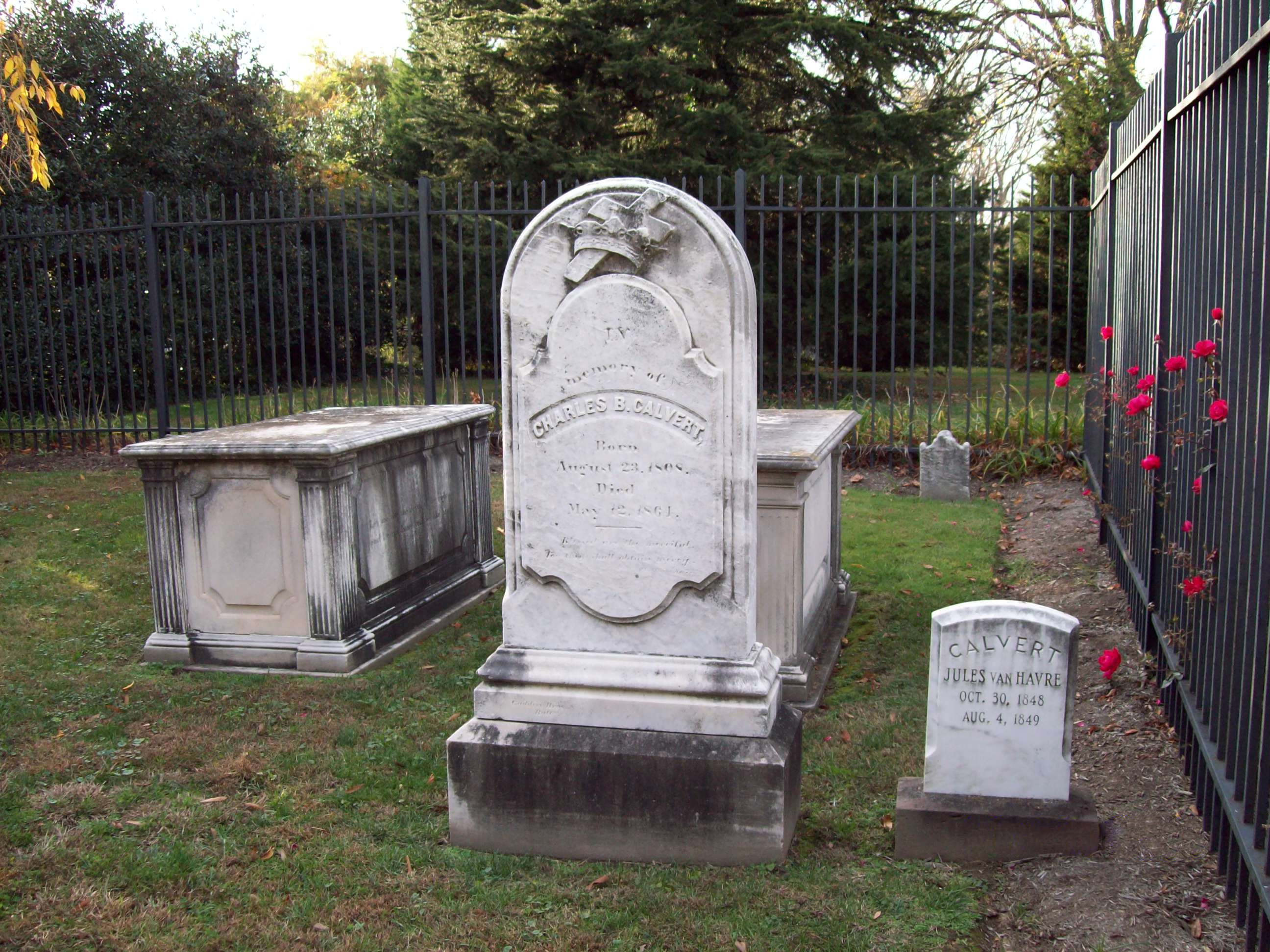
Надгробок Чарльза Бенедикта Калверта на родинному цвинтарі